# Втори велик македонски събор
Вторият велик македонски събор е общ конгрес на македонските бежанци в България, организиран от ВМРО-СМД. Провежда се между 25 и 27 май 1991 година в Благоевград.
На него присъстват дейци и симпатизанти на Македонското дело от България, Вардарска и Егейска Македония и членове на Македонската патриотична организация в САЩ, Канада и Бразилия. На събора участва Дита Ацева, съпруга на Петър Ацев, бивш президент на МПО.
На митинг на 25 май 1991 година е взето решение да бъде възстановен Паметникът на незнайния македонски четник в центъра на Благоевград.

## Неизползвана литература
- „Втори велик македонски събор в Благоевград“, в: Македонски преглед, МНИ, година XIV, 1991, кн. 2